# Dārānī-ye Pā'īn
Dārānī-ye Pā'īn (persiska: دارانِ پائين, دارانئ پائين, دارانئ سُفلَى, Dārān-e Pā’īn, Dārānī-ye Pā’īn, دارانی پائین) är en ort i Iran.   Den ligger i provinsen Hamadan, i den nordvästra delen av landet, 300 km väster om huvudstaden Teheran. Dārānī-ye Pā'īn ligger 1 801 meter över havet och antalet invånare är 607.
Terrängen runt Dārānī-ye Pā'īn är kuperad.Runt Dārānī-ye Pā'īn är det ganska tätbefolkat, med 86 invånare per kvadratkilometer. Närmaste större samhälle är Tūyserkān, 6,3 km nordost om Dārānī-ye Pā'īn. Trakten runt Dārānī-ye Pā'īn består i huvudsak av gräsmarker.